# Departamento Mercedes
Mercedes (el nombre original dado a la zona fue Paiubre, aún usado de forma coloquial por sus habitantes y vecinos, de la misma forma que se llama "Taragüí" a todo Corrientes) es un departamento de la provincia de Corrientes, en el noreste de Argentina, que ocupa 9744.5 km², en el centro de la provincia. Es el departamento más extenso de la provincia.

## Geografía
El departamento limita al norte con los departamentos San Roque, Concepción e Ituzaingó; al este con San Martín y Paso de los Libres; al sur con el departamento Curuzú Cuatiá; y al oeste con el departamento Lavalle.
La cabecera del departamento es la homónima Mercedes (llamada hasta 1835 por el topónimo guaraní Pay Ubre o también Paiubre, que significa el que más come de las entrañas aplicándose al río Corriente se interpretaría por el que más se alimenta de sus aguas en su mismo interior, esto se debe a que en su último atrincheramiento los guaraníes caracarás, antiguos habitantes de la zona, se agruparon en Rincón de Aguaí, lugar que estaba bañado por el curso de agua que ellos llamaban Paiubre una de las tantas divisiones del caudaloso río Corriente. Junto a esta ciudad, Mariano I. Loza, Felipe Yofré y Naranjito son los principales núcleos poblacionales del departamento. 
Geográficamente la región marca el comienzo de la orografía de las lomadas entrerrianas. 

## Historia
El 7 de marzo de 1917 el gobernador Mariano Indalecio Loza aprobó por decreto el Cuadro comparativo de la subdivisión en Departamentos y Secciones de la Provincia de Corrientes; Límites interdepartamentales e interseccionales, que fijó para el departamento Mercedes los siguientes límites:

Departamento Mercedes - Límites departamentales: Norte: Río Corriente, y esteros y laguna Yvera; Este: Estero y río Miriñay; Sur: Arroyo Jaguary; Oeste: Arroyos Jaguary, Aguay, Molle, Villanueva y Cuenca.

El cuadro señaló que el departamento estaba dividido en 6 secciones:

El Departamento está dividido en seis Secciones con los siguientes límites:
 1ra. Sección: Norte: Límite Norte de la propiedad de Hermenegildo Herrero (arroyo Cuenca), límite Oeste de la propiedad de Salazar, arroyo Quebracho y Paiubre Grande, límite Oeste de la propiedad de C. Aquino y Norte de la propiedad de Francisca D. de Madariaga; Este: Límite Este de la misma propiedad y la de Pablo Añorga e Yribarren; Sur: Límite Sur de las propiedades de Modesta y Pablo Añorga e Yribarren, límite Este de las propiedades de Antonio Scheidler y Amalia de Pietrusky, límite Sur de las propiedades de G. de Rodríguez, Gregorio Rodríguez, Martín Carruega y Hermenegilda L. de Gómez e hijos.
 2da. Sección: Norte: Arroyo Cuenca, límite Este de las propiedades sucesión Atanasio Meza, Manuel M. de Salas, límite Norte de las propiedades de María R. de Amadey, Rodolfo F. Almirón, Leona R. de Amarilla, Gregorio Rodríguez, Juan Lacour, Ruperto Barbosa, C. Palma, José Juárez, hermanos Acosta; Este: Arroyo Ombú; Oeste y Sur: Arroyos Jaguary y Aguay, Molle y Villanueva.
 3ra. Sección: Norte: Río Corriente; Este: Arroyo Jukeri, límite Este de las propiedades de sucesión F. Delfino, Jaime y Archivaldo Mac Lean, Nicolás Avendaño, Clemente Ferreyra, Leonardo Aquino; Sur: Arroyos Paiubre, Grande y Quebracho, límite Sur de la propiedad de Eliseo Verón y arroyo Cuenca; Oeste: Arroyo Cuenca y río Corriente.
 4ta. Sección: Norte: Laguna Yvera; Este: Arroyos Tajibo y Ajui Grande; Sur: Arroyos Jukeri y Vai, límites Sudeste y Sur de la propiedad de sucesión F. Gómez Fonseca, Este de D. C. Aquino, Paiubre Grande; Oeste: Límite Oeste de las propiedades de E. Aquino y Chamorro, A. Mac Lean, Juan y Fulgencio Acosta, suc. Félix Delfino y arroyo Jukeri.
 5ta. Sección: Norte: Arroyos Vai y Jukeri; Este: Arroyos Jukeri, Ajui Grande y río Miriñay; Sur: Arroyo Jaguary; Oeste: Arroyo Ombú, límite Sudoeste de las propiedades Liebig, Domingo Avelo y Oeste de las propiedades de Liebig, de Berlermina C. de Aquino y Guillermo P. Cabral.
 6ta. Sección: Norte: Laguna Yvera; Este y Sur: Esteros del Miriñay; Oeste: Arroyos Ajui Grande y Tajibo.

El 31 de agosto de 1935 fue publicado el decreto del vicegobernador Pedro Resoagli que determinó los límites de los departamentos:

Departamento Mercedes: Tiene los siguientes límites generales: Norte: Desde el mojón S. O. de la propiedad de los sucesores de Avelino Verón sobre el río Corriente (un poco al Sud de Paso Mellizo del mismo río), la línea sigue el cauce principal, aguas arriba, hasta la laguna Itatí, en la laguna y esteros del Yvera, continuando por éstos hasta encontrar los esteros del Miriñay, en Paso Claro, o sea, en el arroyo Aguay o del Socorro; Este: Los esteros del Miriñay, desde Paso Claro, en la laguna y esteros del Yvera, hasta la formación del cauce del río Miriñay, y este río, aguas abajo, hasta la desembocadura, en él, del arroyo Jaguary; Sud y Oeste: Desde la boca del arroyo Jaguary, en el río Miriñay, la línea sigue el curso de ese arroyo, aguas arriba, hasta encontrar la boca del arroyo Aguay; continúa por éste, aguas arriba, hasta sus nacientes, límites Sud de las propiedades de J. Quiroz y Justo Díaz de Vivar, hasta encontrar las puntas del brazo occidental del arroyo Molle, por el que continúa hasta el curso de este último; sigue por éste, aguas abajo, hasta el arroyo Villanueva, por cuyo cauce continúa hasta su desembocadura en el Cuenca, y por el que sigue hasta encontrar el río Corriente, en el cual desemboca.

## Población
Cuenta con 49 882 habitantes (Indec, 2022), lo que representa un incremento promedio anual del 1.8% frente a los 40 667 habitantes (Indec, 2010) del censo anterior.

La mediana de edad se estableció en 29 años.
| Gráfica de evolución demográfica de Departamento Mercedes entre 1991 y 2022 |
|                                                                             |
| Fuente: Censos nacionales del INDEC                                         |

## Municipios
A losefectos administrativos, el departamento se subdivide en 3 municipios:
- Mercedes
- Mariano I. Loza
- Felipe Yofre

## Localidades
La mayor parte de la población se concentra en la ciudad cabecera del departamento. El resto es población de carácter rural, dispersa o asentada en pequeñas localidades.
| Cabecera (Población 2010) | Localidades (Población 2010)                             |
| ------------------------- | -------------------------------------------------------- |
| * Mercedes (33 551 hab.)  | - Mariano I. Loza (1843 hab.) - Felipe Yofre (1435 hab.) |

## Economía
Las pasturas, más ricas que en el norte de la provincia, favorecen la ganadería. Mercedes aloja, sobre todo en la zona aledaña a la cabecera departamental, la mayor cantidad de cabezas de bovino de la provincia. Existe también un importante frigorífico en la ciudad, así como importantes curtiembres y una floreciente artesanía del cuero.

En parte del departamento se desarrolla la producción de arroz.